# Gyalo Döndrub
(Kasur) Gyalo Döndrub, ook geschreven als Thondrup (Taktser (Tibet), 5 november 1928 – India, 8 februari 2025) was een Tibetaans verzetsstrijder, eerste minister in de Kashag en diplomaat. Hij is de op een na oudste broer van de veertiende dalai lama Tenzin Gyatso.

## Opleiding
Gyalo Döndrub kwam op zijn elfde aan in Lhasa en vertrok op zijn dertiende naar Nanking in Kwomintang-China om daar op uitnodiging van generaal Chiang Kai-shek te studeren. De toestemming hiervoor kreeg hij niet van harte van zijn familie. Tussen april 1947 en zomer 1949 at hij eveneens thuis bij Chiang Kai-shek. Hier kreeg hij les in geschiedenis en politiek vanuit Chinees gezichtspunt. Hij sprak vloeiend Tibetaans, Chinees en Engels.

## CIA
In 1950, ten tijde van de invasie van Tibet door het Volksbevrijdingsleger, ging hij in ballingschap naar India. Over zijn vlucht naar India zei hij later: "Ik kon geen collaborateur worden tegen ons eigen volk, tegen mijn eigen geweten."
In die tijd waren hij en zijn oudere broer Thubten Jigme Norbu betrokken bij de acties van de CIA waarbij Tibetaanse vrijheidsstrijders naar de VS werden gevlogen voor opleiding en daarna in Tibet werden gedropt met een radio, wat geld en wat wapens. Gyalo's contacten met de CIA en de verzetsbeweging Chushi Gangdruk zorgden ervoor, dat de dalai lama na zijn vlucht uit Tibet in 1959 geen contact met hem mocht hebben van de Indiase regering, wat overigens wel een keer gebeurde.
Volgens Gyalo Döndrub zelf, heeft hij nooit gevraagd om assistentie van de CIA, maar om politieke hulp. Hij wilde de situatie in Tibet publiekelijk maken en de Amerikanen beloofden te helpen om van Tibet een onafhankelijk land te maken. Naar zijn mening zijn deze beloften gebroken en was het de Amerikanen alleen te doen om China problemen te leveren. De VS hadden geen ver-reikend beleid uitgezet voor Tibet. De dalai lama heeft hij hier nooit in betrokken en kwam het pas te weten nadat hij 1959 naar India kwam. De steun die de CIA bood, werkte averechts. De effecten ervan provoceerden de Chinezen die erop reageerden met represailles.
Eind jaren '50 gaf generaal Tian Guansan de veertiende dalai lama de opdracht om het guerrillaverzet onder leiding van Gönpo Tashi Andrugtsang de kop in te drukken. De dalai lama had het gewapend verzet weliswaar afgekeurd, maar was evenmin bereid om het Tibetaanse leger op Tashi af te sturen. Uit woede ontnam Tian het burgerschap van de twee broers, Gyalo en Norbu.

## Politicus
Gyalo Döndrub, Wangchug Deden Shakabpa en Khenchung Lobsang Gyaltsen maakten deel uit van het Comité voor Tibetaans Sociaal Welzijn (Wylie: Bod-kyi Be-don tshogs-pa). Voor het bezoek van de dalai lama aan Mao Zedong in Peking van 1954 tot 1955 liet het comité Mao nadrukkelijk weten dat de afwezigheid van de dalai lama in strijd was met de wens van het Tibetaanse volk. Het comité reisde mee tijdens het bezoek van de dalai lama aan India, waar het meerdere malen ontmoetingen had met Indiase ministers. Met hen spraken ze over de schendingen van het 17 puntenakkoord in de Tibetaanse provincies Kham en Amdo en brachten ze de vrees over dat dit zou overslaan naar U-Tsang.
Toen Ierland en Malaya in 1959 Tibet opnieuw op de agenda zetten van de Algemene Vergadering van de Verenigde Naties, kreeg Gyalo Döndrub samen met Wangchug Deden Shakabpa en Rinchen Sadutshang de opdracht steun te zoeken voor de Tibetaanse kwestie. In algemene vergadering die plaatsvond op 20 en 21 oktober werd Resolutie 1353 aangenomen, die herinnerde aan het respecteren van de mensenrechten en wees op de culturele en religieuze eigenheid van Tibet. De resolutie vermeldde echter met geen woord de naam van de Volksrepubliek China.

## Diplomatieke ronden met China
Na de Culturele Revolutie en de dood van Mao Zedong kwam een tijd van ontspanning in Tibet. Toen de tiende panchen lama Chökyi Gyaltsen na een heropvoedingsprogramma van veertien jaar weer vrijkwam en verklaarde hij dat de levensstandaard verbeterd was, deed de dalai lama de oproep aan president Deng Xiaoping, Tibetanen in ballingschap in de gelegenheid te stellen om familie in Tibet te bezoeken. Gyalo sprak Chinees, was met een Chinese vrouw getrouwd en woonde in die tijd in Hongkong. Zijn vrienden daar boden hem aan een gesprek met Deng Xiaoping te arrangeren. Gyalo vroeg hiervoor toestemming van de dalai lama die hem hiertoe aanmoedigde. Samen met een delegatie van vijf Tibetanen, waaronder zijn jongere broer Lobsang Samten, maakte hij op 2 augustus 1979 voor het eerst sinds 1959 weer een officieel Tibetaans bezoek aan Peking.
Tijdens zijn bezoek zei Deng Xiaoping tegen hem: "Wat gebeurd is, is gebeurd. Alles is bespreekbaar, behalve onafhankelijkheid." Hier overhandigde hij het 5 puntenvoorstel van de dalai lama. Ook was dit het begin van een veertien jaar lange serie van gesprekken over Tibet. In 1993 brak hij de onderhandelingen af, wat hij omschreef als: "Het was als handen klappen met één hand."
Bij terugkeer rapporteerde hij over toestand waarin hij Tibet had aangetroffen, waaronder veel Tibetaanse kloosters die waren verwoest of omgebouwd tot pakhuizen, fabrieken en stallen. Hij berichtte over schendingen van de mensenrechten in Tibet, voedseltekorten, hongersnood, grootschalige houtkap, waardoor het aantal diersoorten, vogels en planteneters gedecimeerd was. Pas in 2002 kwam hij voor het eerst sinds 1952 weer terug in de hoofdstad Lhasa.

## Stellingname
Van Gyalo was bekend dat hij zich kritisch uit heeft gelaten over de opleiding die zijn broer, de dalai lama, kreeg van de monniken tijdens zijn jeugd. Naar zijn mening had hij geen goede opleiding gehad om als staatshoofd van Tibet te fungeren. Politiek en diplomatiek handelde hij steeds vanuit Tibetaans belang.
In de aanloop naar de Olympische Spelen in Peking riep hij in augustus 2007 een groep hongerstakers van het Tibetaans Jeugdcongres in New Delhi op, hun hongerstaking te beëindigen en het antwoord op de Tibetaanse kwestie te zoeken in gesprekken en dialoog. Hiermee verkondigde hij dezelfde lijn als de Tibetaanse regering in ballingschap en de veertiende dalai lama.
Gyalo Döndrub was ervan overtuigd dat Tibetanen, Chinezen en Indiërs samen moeten leven en dat Chinezen zich om die reden uiteindelijk zullen realiseren dat de eis voor autonomie legitiem en het meest redelijk zou zijn. Over de Chinese autoriteiten zei hij dat ze konkelen.
Döndrub overleed op 8 februari 2025 op 96-jarige leeftijd.